# Bistra (Alba)
Pour les articles homonymes, voir Bistra.
Bistra est un village roumain, situé dans le nord-ouest du județ d'Alba, sur le cours moyen de la rivière d'Arieș, en Transylvanie. Bistra est le chef-lieu de la commune portant même nom.

## Toponymie
Bistra est un terme d'origine slave « bistra », qui signifie « eau rapide et limpide ».

## Histoire
La localité Bistra est attestée dans les documents, pour la première fois, en 1437.

## Démographie
- Au recensement de la population de la Roumanie de 1930, à Bistra ont été enregistrés 4 501 habitants, dont 4 428 Roumains, 49 Roms, 5 Allemands, 5 Juifs etc.[Quoi ?][1]. Sous l’aspect confessionnel, la population de Bistra était formée de 4 423 gréco-catholiques, 53 orthodoxes, 13 romano-catholiques, 6 de religion juive[2].
- Au recensement de la population de la Roumanie de 2011, à Bistra furent enregistrés 4 540 habitants.

Lors de ce recensement de 2011, 95,96 % de la population se déclarent roumains (3,43 % ne déclarent pas d'appartenance ethnique et 0,59 % déclarent appartenir à une autre ethnie).

## Politique
| Parti | Parti                                                 | Sièges |
| ----- | ----------------------------------------------------- | ------ |
|       | Parti national libéral (PNL)                          | 5      |
|       | Parti social-démocrate (PSD)                          | 3      |
|       | Union nationale pour le progrès de la Roumanie (UNPR) | 2      |
|       | Alliance des libéraux et démocrates (ALDE)            | 1      |
|       | Parti socialiste roumain (PSR)                        | 1      |
|       | Indépendant                                           | 1      |

## Monuments
- L’Église Nașterea Maicii Domnului, depuis 1948, à l’usage de l’Église orthodoxe roumaine, jusqu’àlors l’église appartenait à l’Église grecque-catholique roumaine;
- Mémorial et plaque commémorative, au centre du village, à l’honneur de l’évêque gréco-catholique roumain Petru Pavel Aron, fils du village Bistra, fondateur de plusieurs écoles roumaines en Transylvanie.

## Personnalités
- Petru Pavel Aron (1709-1764), évêque gréco-catholique roumain, est né à Bistra. À son honneur, une rue de la localité porte son nom : strada Petru Pavel Aron.

## Galerie d'images

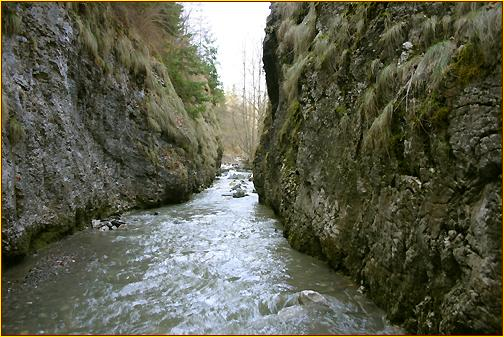
Les gorges de Geogel
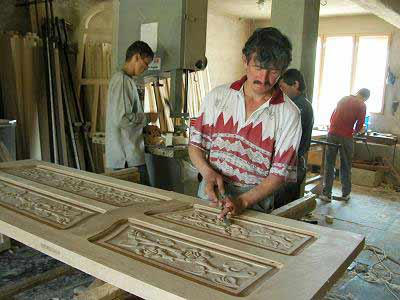
Un menuisier de Bistra
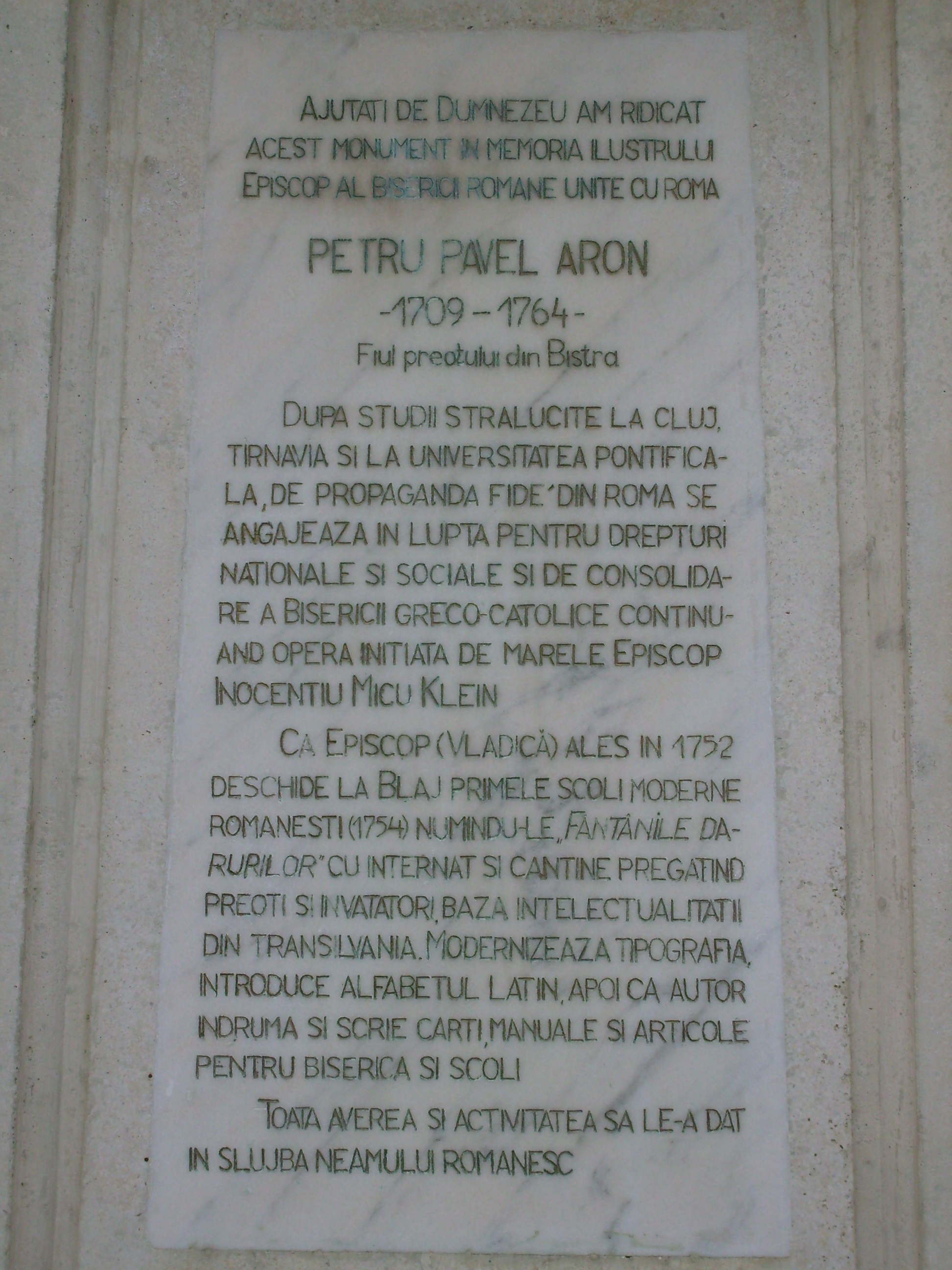
Plaque commémorative à l'honneur de l'évêque Petru Pavel Aron, fils du village
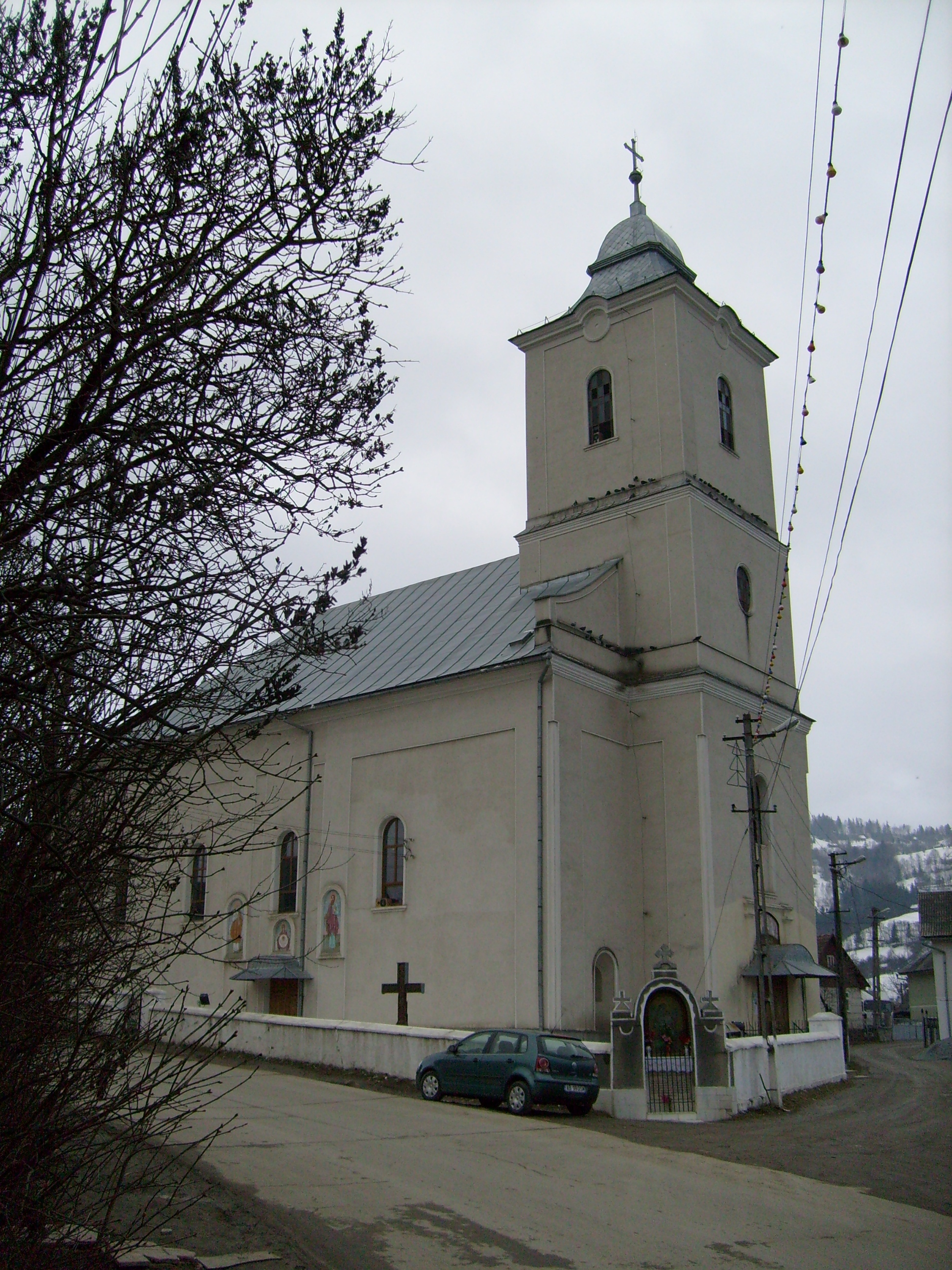
Biserica Nașterea Preacuratei / L'église de la Naissance-de-la-Vierge-Marie
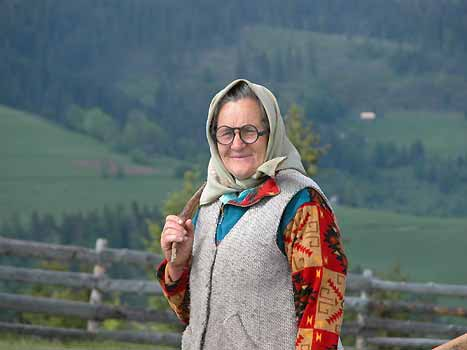
Villageoise
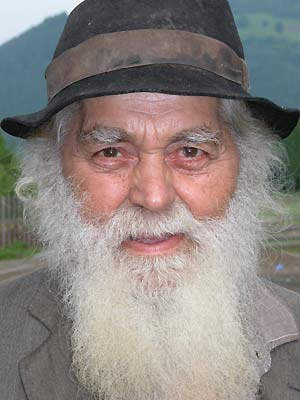
Villageois